# Пьетро ди Салуццо
Пьетро ди Салуццо или Пьер ди Салуццо (итал. Pietro di Saluzzo или фр. Pierre de Saluces; ?, Салуццо — 1412, Манд) — епископ Манда из династии Дель Васто

## Биография
Амедео был сыном маркграфа Салуццо Федерико II и Беатрис из Женевского дома. По материнской линии он приходился родственником папе Клименту VII. Как и его брат, кардинал Амедео ди Салуццо, Пьетро избрал церковную карьеру. C 1382 по 1389 год он является каноником Амьена, с 1389 года — каноником Лиона. В 1409 году он стал епископом де Манда, после того как Гийом IX де Буатратье, отказался от своего епископства. Назначение было подписано антипапой Александром V. Также ему был присвоен титул графа Жеводана в связи с contrat de paréage заключенным ещё в 1307 году Уильямом VI Дюраном. Пьетро ди Салуццо умер в сентябре 1412 года в Манде.